# Saint-Cirq-Lapopie
Saint-Cirq-Lapopie (en occitano: Sent Circ de la Pòpia) es una comuna francesa del departamento de Lot en la región de Occitania. Está clasificada en la categoría de les plus beaux villages de France.

Está situada 30 km al este de Cahors, a orillas del Río Lot, dentro de la provincia histórica de Quercy y en pleno corazón del Parque Natural des Causses du Quercy.

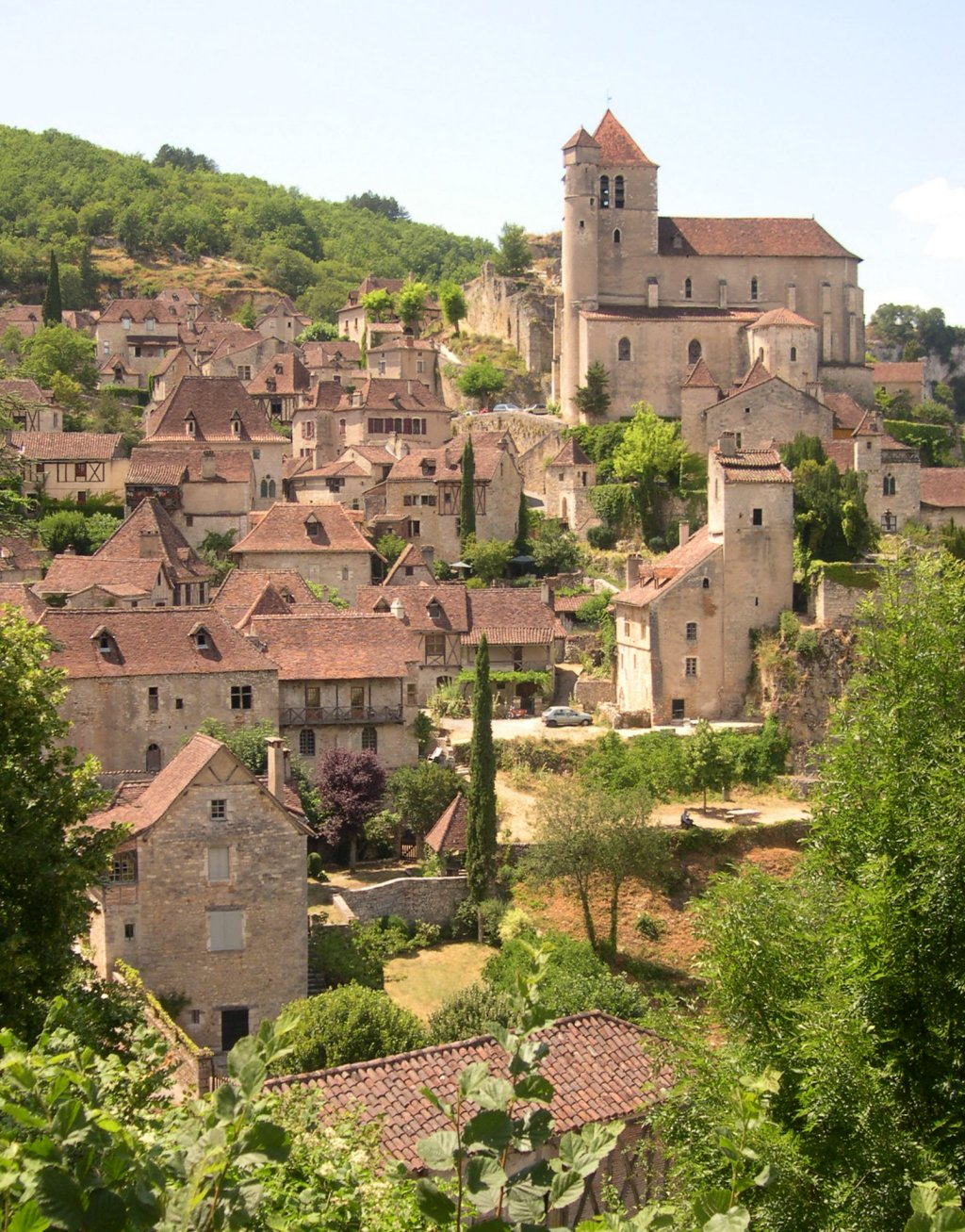
Foto aérea de Saint-Cirq-Lapopie